# 三坝核电站
三坝核电站位於中國四川省，是拟建中的四川首座核电站，址选定于南充市蓬安县三坝乡。2003年四川省成立核电筹建领导小组预计最终建设4台百万千瓦级发电机组，首期建设2台各百万千瓦发电机组。由于四川是一个缺煤省份，煤产量全国排第13位且煤炭品质不好，火电发展受局限，所以對核能有較大需求。
建设总投资额500亿元人民幣，中国广东核电集团为该核电项目的第一大股东，2009年3月31日，四川省政府与中国广东核电集团有限公司签署合約。可研报告计划于2008年完成，2008年下半年计划通过国家评审前期工作2011年完成。目前处暂停中。